# Ari Ólafsson
Ari Ólafsson (ur. 21 maja 1998 w Reykjavíku) – islandzki piosenkarz, reprezentant Islandii w 63. Konkursie Piosenki Eurowizji (2018).

## Życiorys

### Wczesne lata
Dorastał w Reykjavíku spędził jednak część swojego dzieciństwa na Florydzie. Studiuje śpiew klasyczny w Królewskiej Akademii Muzycznej w Londynie.

### Kariera
Zaczął śpiewać we wczesnym wieku. Gdy miał jedenaście lat, został zauważony przez Selmę Björnsdóttir, dzięki której zagrał główną w rolę w musicalu Oliver! na deskach Teatru Narodowego w Islandii. Dostrzegła go również norweska piosenkarka Sissel Kyrkjebø, która zaprosiła go do wspólnego śpiewania.
W 2015 wystąpił islandzkiej wersji programu The Voice, trafiając do drużyny Helgi Björnssona. Występował również w islandzkim odpowiedniku formatu Got Talent.
W 2018 z piosenką „Our Choice” wziął udział w islandzkich eliminacjach eurowizyjnych Söngvakeppnin. 3 marca zajął pierwsze miejsce w finale selekcji, dzięki czemu został reprezentantem Islandii w 63. Konkursie Piosenki Eurowizji w Lizbonie. 8 maja wystąpił jako drugi w kolejności w pierwszym półfinale konkursu i zajął ostatecznie ostatnie, 19. miejsce z 15 punktami na koncie, przez co nie zakwalifikował się do finału.